# LEGO Filmen
LEGO filmen - Et klodset eventyr (originaltitel: The Lego Movie eller The LEGO Movie) er en amerikansk-australsk-dansk computeranimeret komediefilm instrueret og skrevet af Phil Lord og Chris Miller, distribueret af Warner Bros. Pictures og med engelske stemmer af Chris Pratt, Will Ferrell, Elizabeth Banks, Will Arnett, Nick Offerman, Alison Brie, Charlie Day, Liam Neeson og Morgan Freeman. Filmen er baseret på LEGOs linje af legetøj og udgivet den 6. februar 2014.

## Medvirkende
- Chris Pratt som Emmet Bygklodski[a][3]
- Will Ferrell som Diktatoren. Han bestyrer Octan-koncernen, bryder sig ikke om Mesterbyggerne, og er Leder af Klodsby og hele Lego-universet, som kender ham som Direktøren.[7]
- Morgan Freeman som Vitruvius
- Will Arnett som Batman[8]
- Alison Brie som DanseKat[9]
- Liam Neeson som Betjent Grum / Betjent God / Betjent Skrible[7]

| Rolle                    | Original stemme | Dansk stemme          |
| ------------------------ | --------------- | --------------------- |
| Emmet                    | Chris Pratt     | Timm Vladimir         |
| Direktøren/Diktatoren    | Will Ferrell    | Søren Pilmark         |
| Grafittitøsen/Lucy       | Elizabeth Banks | Mille Dinesen         |
| Vitruvius                | Morgan Freeman  | Nis Bank-Mikkelsen    |
| Batman                   | Will Arnett     | Alexandre Willaume    |
| DanseKat                 | Alison Brie     | Julie Zangenberg      |
| Benny                    | Charlie Day     | Christian Fuhlendorff |
| Betjent God/Betjent Grum | Liam Neeson     | Michael Hasselflug    |
| Jernskæg                 | Nick Offerman   | Tom Jensen            |
| Superman                 | Channing Tatum  | Mads Knarreborg       |
| Wonder Woman             | Cobie Smulders  | Vicki Berlin          |
| Grønne Lygte             | Jonah Hill      | Emil Thorup           |

## Produktion

### Udvikling
I 2009, var Dan og Kevin Hageman i gang med at udarbejde manuskriptet til filmen og beskrev filmen som et action-eventyr der foregår i en LEGO-verden. I 2008 var Lin på besøg hos Lego's hovedkvarter i Billund for at præsentere sin vision for filmen. I 2009 var Phil Lord og Chris Miller i dialog, om at skrive og instruere filmen. 
Warner Bros. godkendte filmen i november 2011, og studiet Animal Logic var blevet hyret til at animere filmen.

### Casting
I juni 2012, havde Chris Pratt fået rollen som Emmet, og Will Arnett som Batman. I august 2012 blev det offentliggjort, at Elizabeth Banks, Morgan Freeman skulle være med i filmen.

## Markedsføring og udgivelse
Som reklame for filmen, blev der udgivet en række LEGO-sæt baseret på filmen. Filmen havde premiere den 1. februar 2014 ved Regency Village Theatre, Los Angeles.